# Straßen und Plätze in Ludwigshafen am Rhein/G

## Gabelsbergerstraße
67069 Ludwigshafen
Franz Xaver Gabelsberger war der Erfinder eines kursiven (grafischen) Kurzschriftsystems und damit eines Vorläufers der heute gebräuchlichen Deutschen Einheitskurzschrift.

## Ganderhofstraße
67063 Ludwigshafen-Hemshof
Der Ganderhof war früher ein Bauernhof auf der heutigen Gemarkung des Hemshofs.

## Gartenstraße
67063 Ludwigshafen-Hemshof
Diese Benennung aus dem Jahr 1885 erinnert an Gartenanlagen des 19. Jahrhunderts.
Die Gartenstraße ist heute eine Querstraße zur Prinzregentenstraße im Stadtteil Hemshof.

## Geistgasse
67071 Ludwigshafen-Oggersheim
Die Geistgasse  ist eine kurze Verbindungsgasse zwischen der Aich- und der Kapellengasse im Ortskern von Oggersheim. Nach der Sage soll hier das „Kettenkalb“ gespukt haben, von dem die Gasse ihren Namen erhielt. 

## Georg-Büchner-Straße
67061 Ludwigshafen-Süd
Georg Büchner war ein Schriftsteller, Naturwissenschaftler und Revolutionär.

## Georg-Heieck-Straße
67071 Ludwigshafen
Georg Heieck war ein deutscher Maler.

## Georg-Herwegh-Straße
67061 Ludwigshafen-Süd
Georg Herwegh war ein sozialistisch-revolutionärer deutscher Dichter des Vormärz (die „Eiserne Lerche“).

## Georg-Hüter-Platz
67069 Ludwigshafen-Oppau
Der Georg-Hüter-Platz ist eine platzartige Erweiterung der Edigheimer Straße in Oppau an der Einmündung der Kirchenstraße bzw. Rheinstraße. Die unregelmäßige Anlage entstand durch die abgeschrägte Ecke des ehemaligen Gasthauses Zum Pflug. Das Kriegerdenkmal von 1877 wurde 1922 beim Wiederaufbau nach der Explosionskatastrophe aus Verkehrsgründen weggeräumt.
Der Platz erhielt seine heutige Bezeichnung in den 1950er Jahren in Erinnerung an den deutschen Sozialdemokraten Georg Hüter, der 1933 vor dem Rathaus von Nationalsozialisten erschossen wurde.

## Gneisenaustraße
67061 Ludwigshafen
August Neidhardt von Gneisenau war ein preußischer Generalfeldmarschall und Heeresreformer.
Die Gneisenaustraße ist eine kurze, um 1906 angelegte Stichstraße, die die Roonstraße mit der Karl-Krämer-Straße verbindet.

## Goerdelerplatz
67063 Ludwigshafen
Carl Friedrich Goerdeler war ein Jurist, nationalkonservativer Politiker und Widerstandskämpfer gegen den Nationalsozialismus. Er gehörte zu den führenden zivilen Köpfen der Widerstandsbewegung und sollte nach dem Attentat vom 20. Juli 1944, an dessen Planung er maßgeblich beteiligt war, das Amt des Reichskanzlers übernehmen.
Der Goerdelerplatz ist eine lang gezogene Platzanlage, die im Süden von der Rohrlachstraße begrenzt wird, im Norden in die Leuschnerstraße mündet und von der die Goethe-, Falken- und die Hemshofstraße strahlenförmig ausgehen. 
Der ehemalige Rupprechtsplatz wurde im Dritten Reich in Ostmarkplatz umbenannt und erhielt nach 1945 seinen heutigen Namen.

## Goethestraße
67063 Ludwigshafen-Hemshof 
Die Goethestraße verläuft von der Rohrlachstraße auf der Höhe der Dreifaltigkeitskirche bis zum Goerdelerplatz. Ihren heutigen Namen trägt sie seit 1896. In der Goethestraße befindet sich die Goetheschule, eine Grundschule.  

## Gräfenaustraße
67063 Ludwigshafen-Hemshof
Die Gräfenaustraße beginnt zwischen Haveringallee und der Bürgermeister-Grünzweig-Straße und durchzieht den nördlichen Stadtteil bis zur Rohrlachstraße. Seit 1885 trägt sie ihren Namen nach einer ehemaligen Hofanlage, Das Straßenbild wird durch den auf dem Gelände der Gräfenauschule gelegenen Wasserturm geprägt.

## Große Gasse
67069 Ludwigshafen-Oppau
Die Große Gasse ist eine kurze Verbindungsstraße zwischen Friedrichstraße und Kirchenstraße. Sie gehört zum ältesten Siedlungskern von Oppau. Ursprünglich hieß sie Große Allmendgasse in Unterscheidung zur Kleinen Allmendgasse, später erhielt sie die Bezeichnung Schulgasse. Ihren heutigen Namen trägt sie seit 1962.

## Grünstadter Straße
67067 Ludwigshafen-Maudach
Grünstadt ist eine Stadt im Landkreis Bad Dürkheim. 
Die Grünstadter Straße zweigt von der Bergstraße ab und endet am Neustadter Ring.

## Gustav-Stresemann-Straße
67071 Ludwigshafen-Oggersheim
Gustav Stresemann war ein Politiker (DVP), Reichskanzler sowie Reichsminister des Auswärtigen in der Zeit der Weimarer Republik, dem 1926 der Friedensnobelpreis verliehen wurde.
Die Gustav-Stresemann-Straße verläuft nördlich der Dürkheimer Straße von der Adolf-Diesterweg-Straße bis zum Alten Frankenthaler Weg.